# Route nationale 692
Die Route nationale 692, kurz N 692 oder RN 692, war eine französische Nationalstraße, die von 1933 bis 1973 zwischen Felletin und Eymoutiers verlief. Ihre Länge betrug 48 Kilometer.